# Gazela (1901)
Le Gazela (autrefois Gazela Primeiro) est un trois-mâts goélette à coque bois, construit en 1901, dont le port d'attache est au complexe de Penn's Landing à Philadelphie. Le voilier a été construit comme navire de pêche commerciale et utilisé à ce titre pendant plus de soixante ans. Il est maintenant ambassadeur maritime pour la ville de Philadelphie, le Commonwealth de Pennsylvanie et les ports de Philadelphie et de Camden, dans le New Jersey. Il a servi dans un certain nombre de films et a participé à des événements nationaux et internationaux, notamment OpSail 2000.

## Historique
La barquentine Gazela Primeiro (signifiant Gazelle la première en portugais) a été construite dans le chantier naval de J.M. Mendes à Setúbal au Portugal en 1883. À cette époque, les autorités portugaises des pêches avaient un règlement interdisant la construction de nouveaux navires pour la morue des Grands Bancs de Terre-Neuve. Il était cependant permis de modifier ou de "reconstruire" un navire existant. Les meilleures informations disponibles indiquent que l'immatriculation d'un plus petit bateau à deux-mâts nommé Gazella, a été transférée par les propriétaires au navire nouvellement construit en 1901. Il n'y a aucune preuve que tous les bois du premier navire ont été réutilisés dans la construction du dernier; une pratique qui n'aurait aucun sens pour un constructeur naval commercial en bois dans les années 1900.
Gazela a été construit pour transporter les pêcheurs vers les Grands Bancs de Terre-Neuve. Chaque printemps, e voilier quittait Lisbonne, chargé de pas moins de 35 doris empilés sur le pont comme des gobelets, d'un équipage de 40 hommes (35 pêcheurs/marins, deux cuisiniers, deux seconds et le capitaine) et de quelques apprentis. Sa cale était pleine de sel comme lest. Le sel était utilisé pour les poissons pêchés (morue, plie, flétan, églefin et perche), en les préservant pour le long voyage de retour. Gazela pouvait stocker plus de 350 tonnes de poisson salé dans ses cales.
Gazela était sans moteur jusqu'en 1938, lorsqu'un moteur diesel Mannheim-Benz a été installé. Avec l'épuisement de la morue sur les Grands Bancs, les navires étaient obligés de pêcher dans le détroit de Davis, entre le Groenland et l'île de Baffin, au Canada. Les vents contraires et les icebergs fréquents dans cette zone rendaient la vie difficile aux navires sans moteur. Pour accueillir l'hélice, un nouveau poteau de gouvernail a été installé et son tableau arrière a été allongé en surplomb.
Après une carrière commerciale remarquablement longue, le dernier voyage du Gazela vers les Grands Bancs de Terre-Neuve en tant que navire de pêche commerciale remonte à 1969.

## Préservation
À peu près au moment où Gazela a été désarmé après son dernier voyage, l'Independence Seaport Museum était à la recherche d'un voilier historique. La nouvelle parvint aux propriétaires du Gazela et l'année suivante, le voilier fut acheté pour le musée par le philanthrope William Wikoff Smith. Le 24 mai 1971, avec un équipage américain (dont un ancien ingénieur de Gazela), le navire traversa l'Atlantique pour rejoindre Philadelphie, retraçant la route de Christophe Colomb via les îles Canaries et San Juan de Porto Rico et le jeudi 8 juillet, fait sa première entrée à Philadelphie.
En 1985, Gazela a été transféré à la Philadelphia Ship Preservation Guild, la société à but non lucratif qui entretient et exploite maintenant le navire avec l'aide de donateurs et de bénévoles. Le voilier navigue le long de la côte est les mois de printemps et d'été ainsi sur le fleuve Delaware et la côte atlantique. Pendant les mois d'hiver, Gazela est entretenue par des membres bénévoles de la Philadelphia Ship Preservation Guild.

## Galerie
|          |
| La proue |

|           |
| La mâture |

|                            |
| Sous voile lorsde OpSail76 |